# Odontosoria aculeata
Odontosoria aculeata là một loài thực vật có mạch trong họ Dennstaedtiaceae. Loài này được (L.) J. Sm. miêu tả khoa học đầu tiên năm 1857.